# Danh sách nhân viên của World Wrestling Entertainment
WWE là chương trình có trụ sở tại Stamford, Connecticut. Nhân viên WWE của WWE bao gồm đô vật chuyên nghiệp, quản lý, play by play, bình luận viên, thông báo viên sàn đấu, người phỏng vấn, trọng tài, huấn luyện viên, nhà sản xuất, người viết kịch bản và nhiều vị trí khác. Giám đốc điều hành và thành viên hội đồng quản trị cũng được liệt kê.
Hợp đồng WWE thường bao gồm từ hợp đồng phát triển đến hợp đồng nhiều năm. WWE gọi hầu hết các nhân sự là "nhà thầu độc lập". Kể từ giới thiệu lại phần mở rộng thương hiệu của WWE vào năm 2016, nhân sự trong danh sách chính chia ra ba thương hiệu chính là Raw, SmackDown, NXT. Một số đô vật có thể được coi là thương hiệu khác dưới biểu ngữ NXT; những thương hiệu này bao gồm 205 Live, dành riêng cho các đô vật nam dưới 205 lbs (93 kg) và NXT UK, dành riêng cho các đô vật Anh và có trụ sở tại Anh. Trong khi năm thương hiệu có chức vô địch riêng, nhưng WWE 24/7 Championship, NXT Cruiserweight Championship và WWE Women's Tag Team Championship được bảo vệ trên các thương hiệu.
Nhân sự chính trong đội hình chính chủ yếu xuất hiện vào Monday Night Raw, Friday Night SmackDown  và NXT, trong khi các đô vật hạng bán nặng xuất hiện trên 205 Live và các đô vật từ NXT UK cũng sẽ xuất hiện trên các chương trình hàng tuần của họ.
Nhân sự cũng có thể xuất hiện trên các chương trình truyền hình hàng tuần khác của WWE, cũng như mỗi kì pay-per-view,  và các sự kiện trực tiếp khác không được công nhận.
Nhân sự trong hệ thống phát triển WWE được phân công đào tạo tại Trung tâm Huấn luyện WWE tại Orlando, Florida. Các đô vật đang phát triển có trụ sở tại Vương quốc Anh được đào tạo tại Trung tâm Huấn luyện United Kingdom ở London, Anh.
Như WWE có quan hệ đối tác với Evolve Wrestling của Mỹ, Insane Championship Wrestling của Scotland, Progess Wrestling của Anh, và Westside Xtreme Wrestling của Đức, đô vật từ những chương trình này cũng có thể xuất hiện định kỳ tại các sự kiện WWE và chương trình của WWE.

## Dàn sao

### Gia đình McMahon

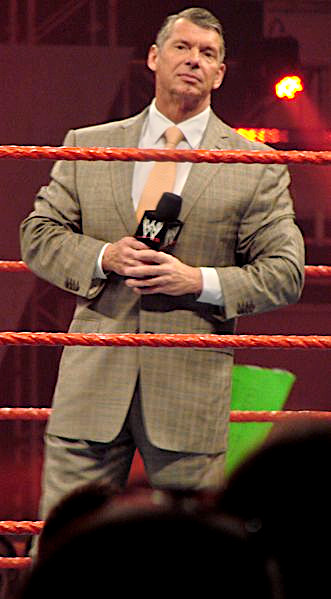
Vince McMahon

Gia đình McMahon là chủ sở hữu chính của WWE. Ngoài vị trí công ty của họ, họ cũng xuất hiện on-air như một nhân vật có thẩm quyền và đô vật trên tất cả các thương hiệu.
| Tên trên võ đài   | Tên thật           | Chức vụ |
| ----------------- | ------------------ | --- |
| Mr. McMahon       | Vincent McMahon    | Chủ tịch Hội đồng quản trị, Giám đốc điều hành |
| Shane McMahon     | Shane McMahon      | Nhà sản xuất |
| Stephanie McMahon | Stephanie Levesque | Giám đốc thương hiệu, Thành viên Hội đồng quản trị |
| Triple H          | Paul Levesque      | Phó Chủ tịch Điều hành, Chiến lược & Phát triển nhân tài toàn cầu, Thành viên Ban Giám đốc, Người điều hành và Nhà sản xuất của NXT và NXT UK, Hall of Famer |

### Raw

#### Đô vật nam

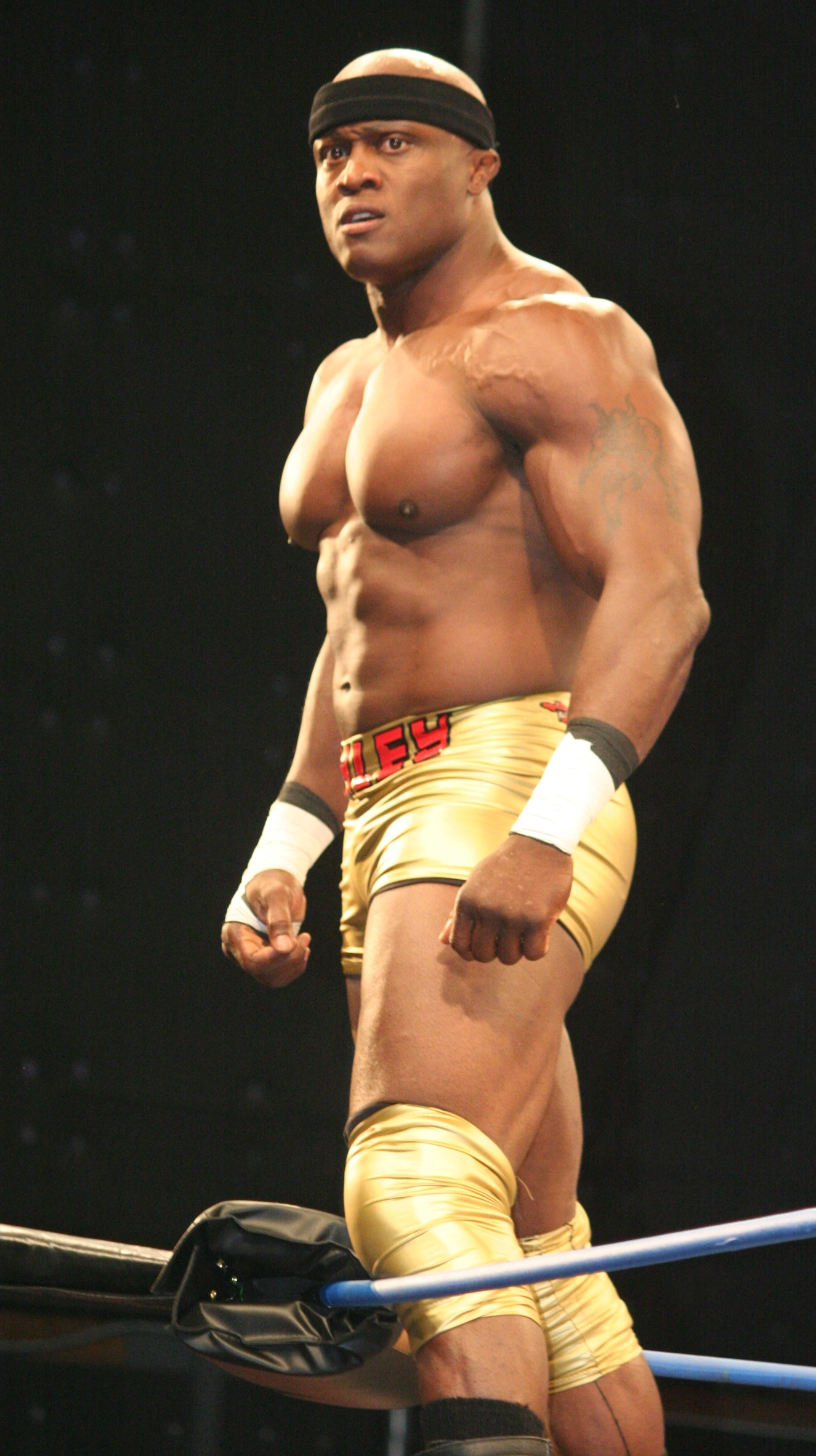
Bobby Lashley

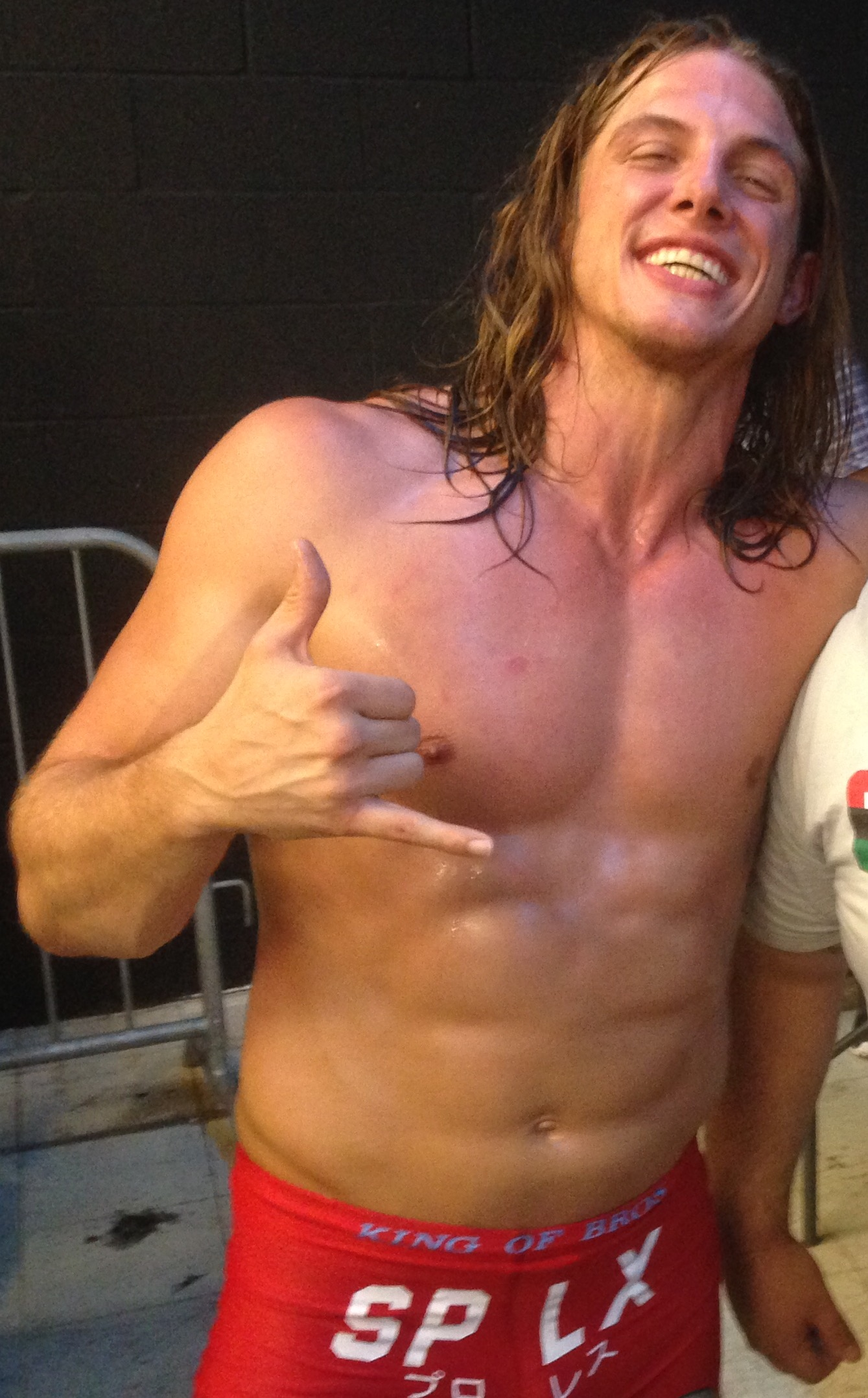
Riddle

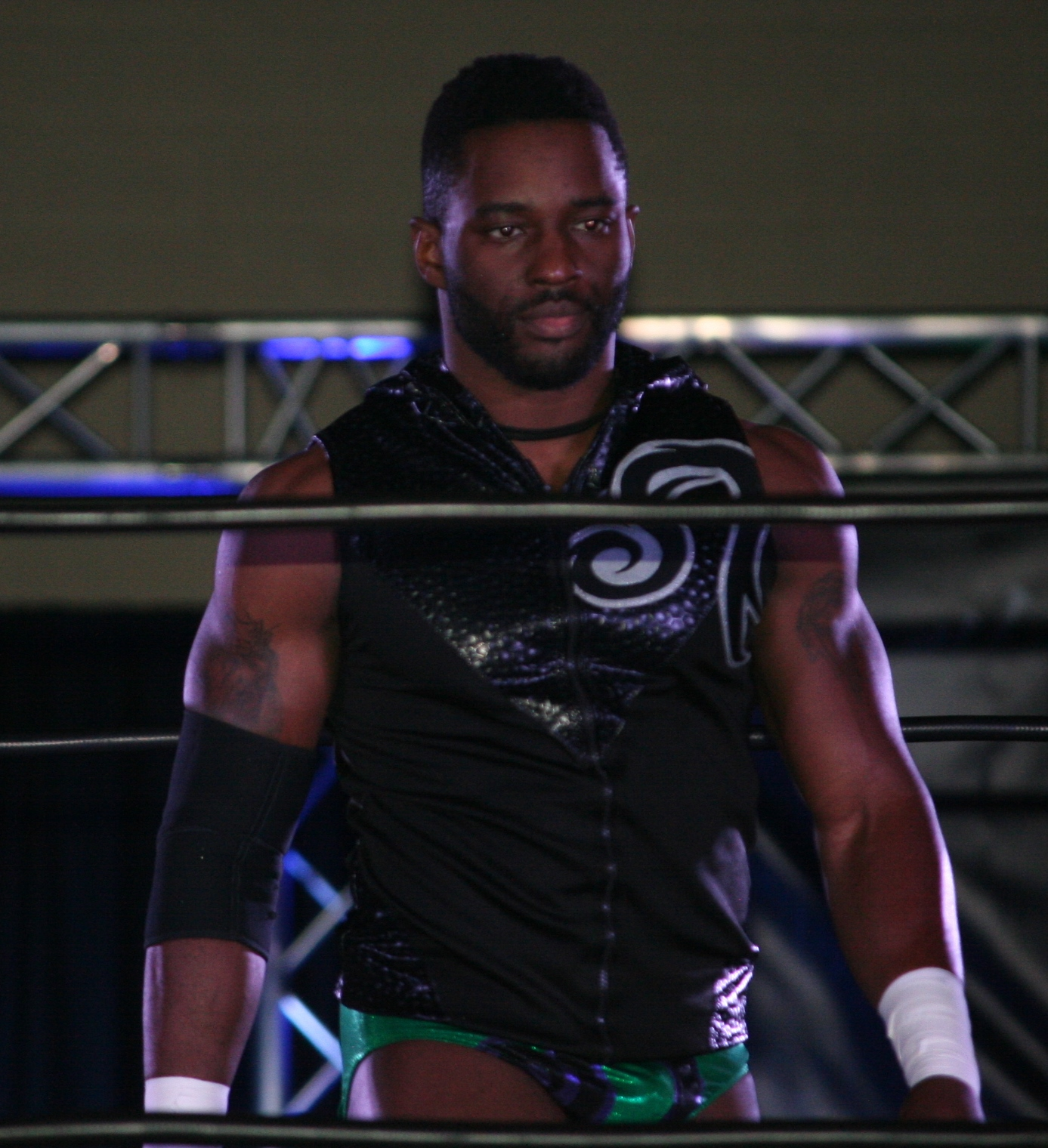
Cedric Alexander

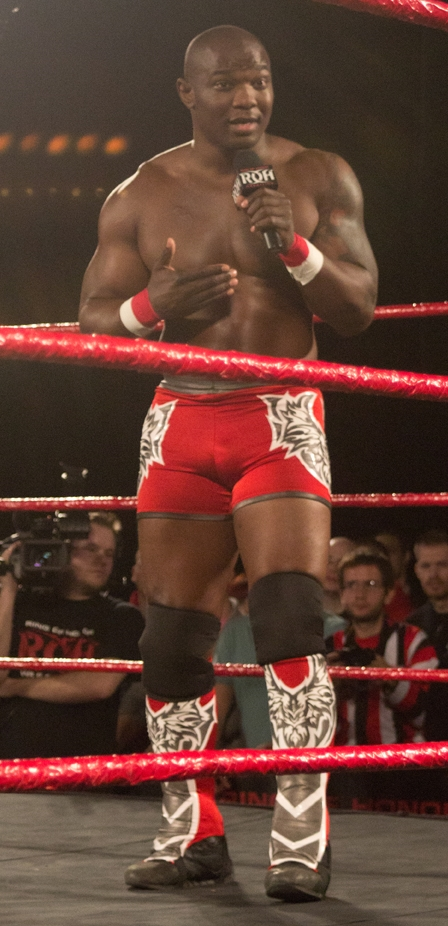
Shelton Benjamin

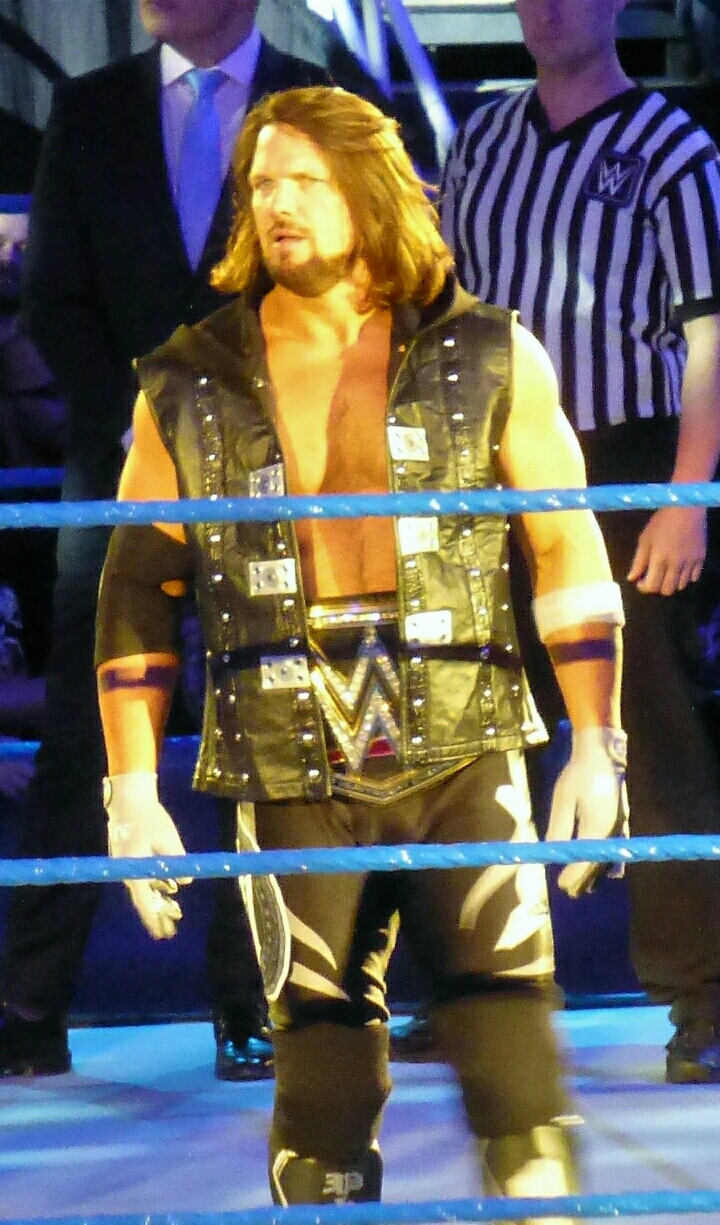
AJ Styles

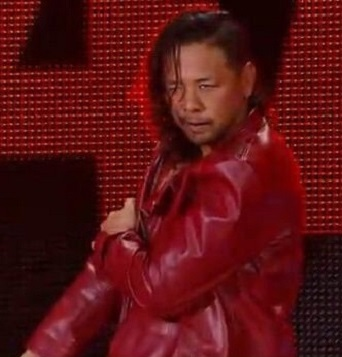
Shinsuke Nakamura

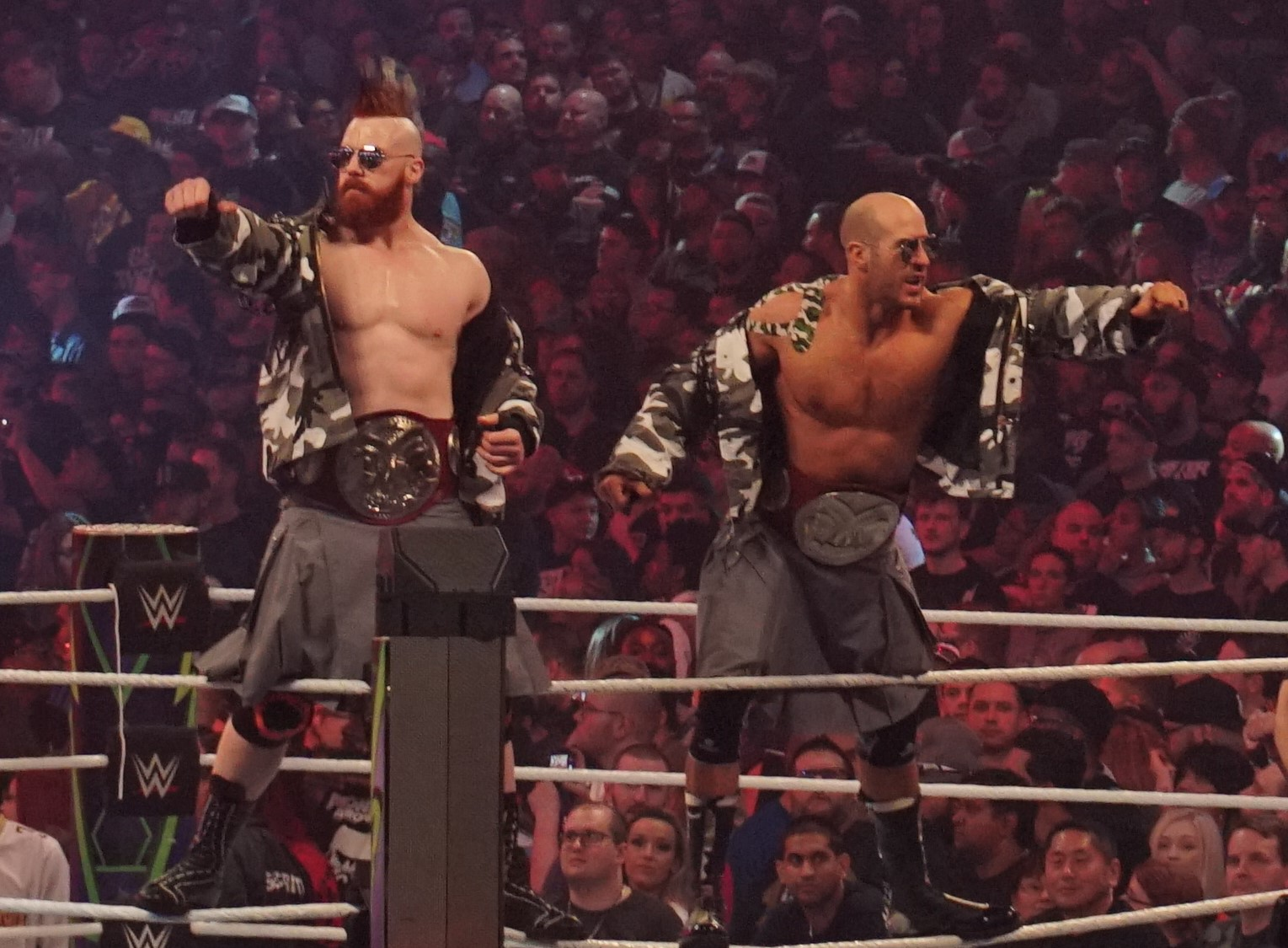
Cesaro và Sheamus (Sheamus (trái) và Cesaro)

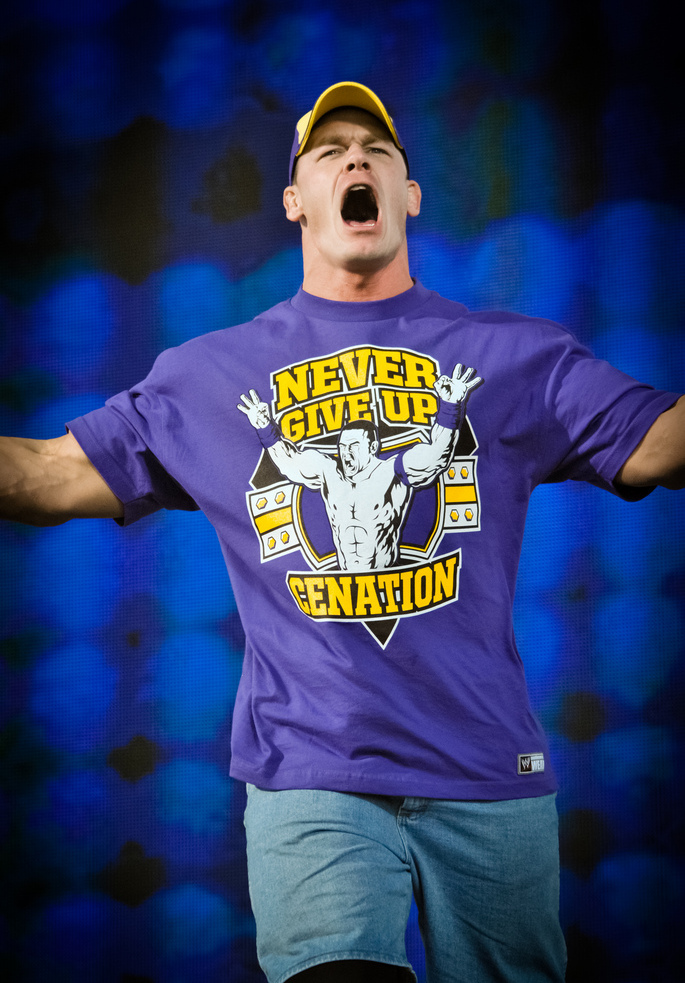
John Cena

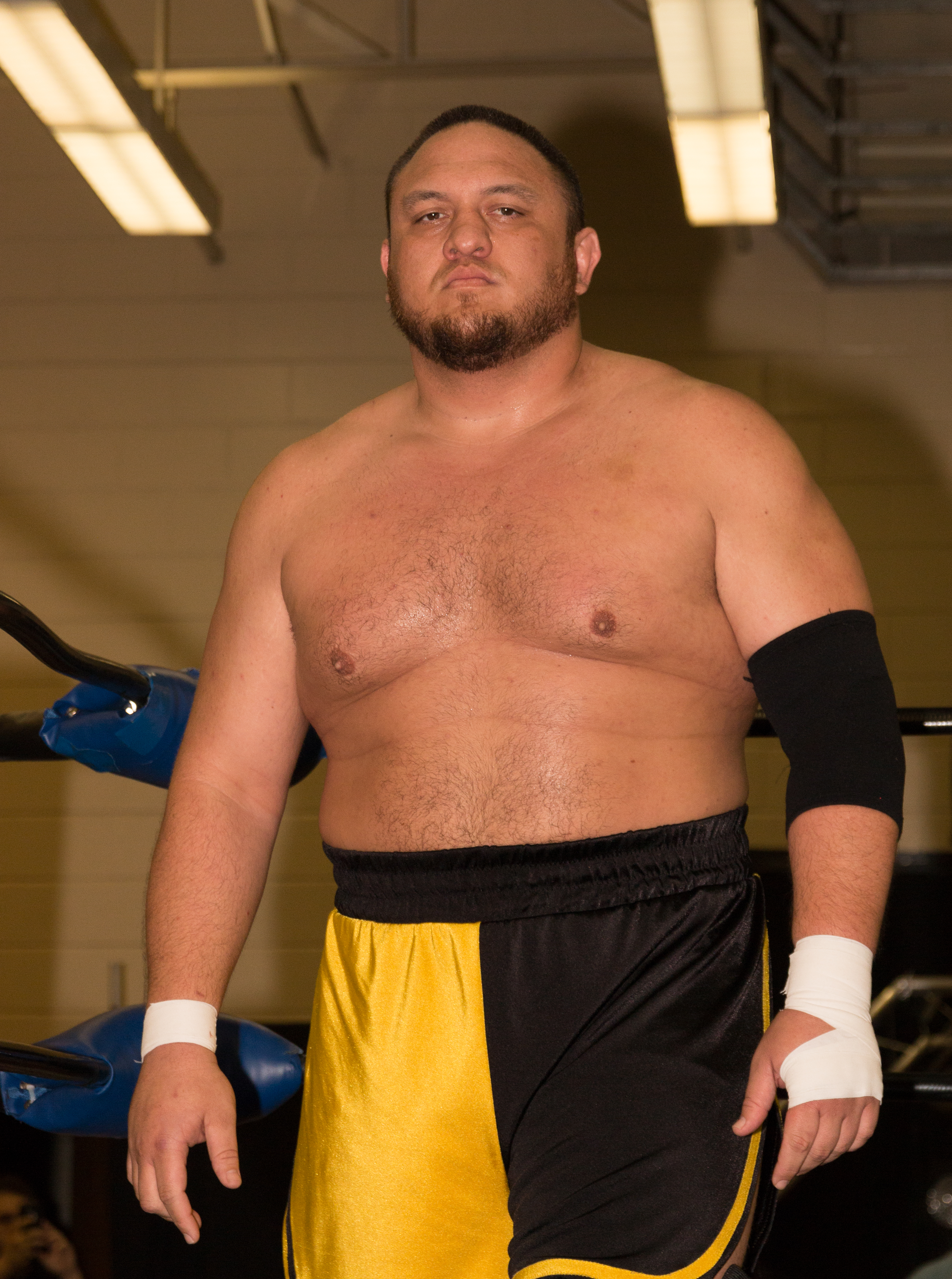
Samoa Joe (sau này lên RAW)

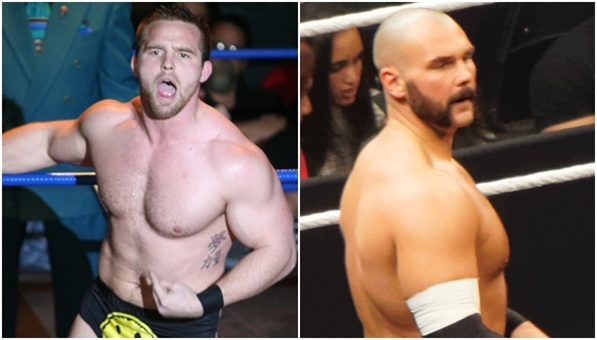
The Revival - Dash Wilder (trái) and Scott Dawson (phải)

| Tên trên võ đài   | Tên thật                | Ghi chú                            |
| ----------------- | ----------------------- | ---------------------------------- |
| AJ Styles         | Allen Jones             | Nhà vô địch Raw Tag Team Champions |
| Akiza Tozawa      | Akiza Tozawa            | Nhà vô địch 24/7 Championship      |
| Angel Garza       | Humberto Garza Solano   |                                    |
| Bobby Lashley     | Franklyn Lashley        | Nhà vô địch WWE                    |
| Bray Wyatt        | Windham Rotunda         |                                    |
| Cedric Alexander  | Cederick Johnson        |                                    |
| Damian Priest     | Luis Martínez           |                                    |
| Drew Gulak        | Andrew Gulak            |                                    |
| Drew McIntyre     | Andrew Galloway IV      |                                    |
| Elias             | Jeffrey Sciullo         |                                    |
| Gran Metalik      | N/A                     |                                    |
| Humberto Carrillo | Humberto Garza Carrillo |                                    |
| Ivar              | Todd Smith              |                                    |
| Mace (đô vật)     | Brennan Marcel Williams |                                    |

#### Đô vật nữ

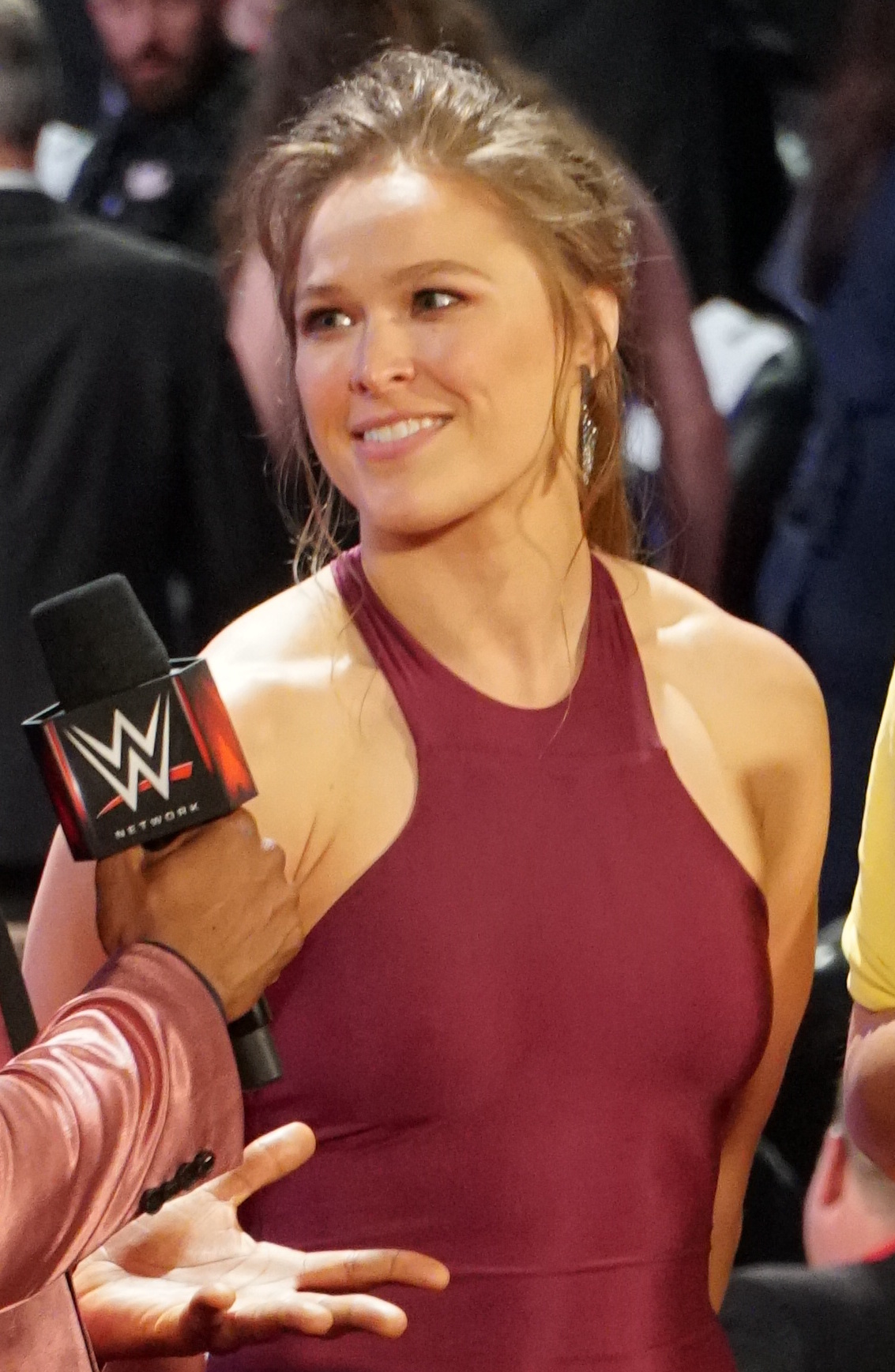
Ronda Rousey

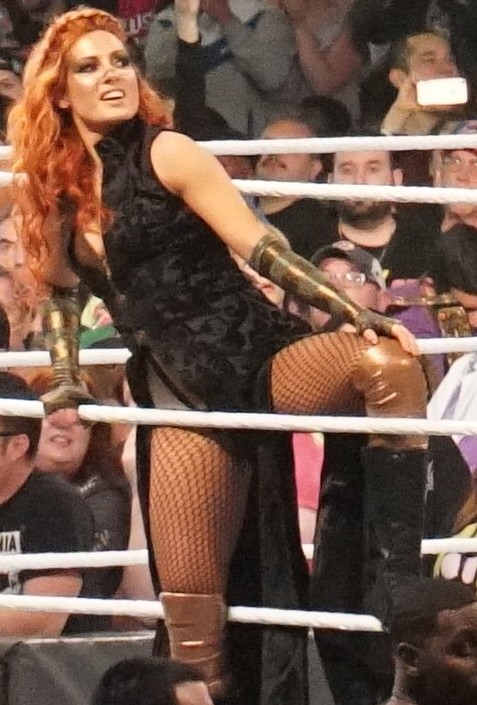
Becky Lynch

| Tên trên võ đài | Tên thật              |
| --------------- | --------------------- |
| Alexa Bliss     | Alexis Kaufman        |
| Alicia Fox      | Victoria Crawford     |
| Dana Brooke     | Ashley Sebera         |
| Ember Moon      | Adrienne Reese        |
| Liv Morgan      | Gionna Daddio         |
| Mickie James    | Mickie Laree James    |
| Nia Jax         | Savelina Fanene       |
| Ronda Rousey    | Ronda Rousey          |
| Ruby Riott      | Dori Prange           |
| Sarah Logan     | Sarah Bridges         |
| Shayna Baszler  | Shayna Andrea Baszler |

#### 205Live

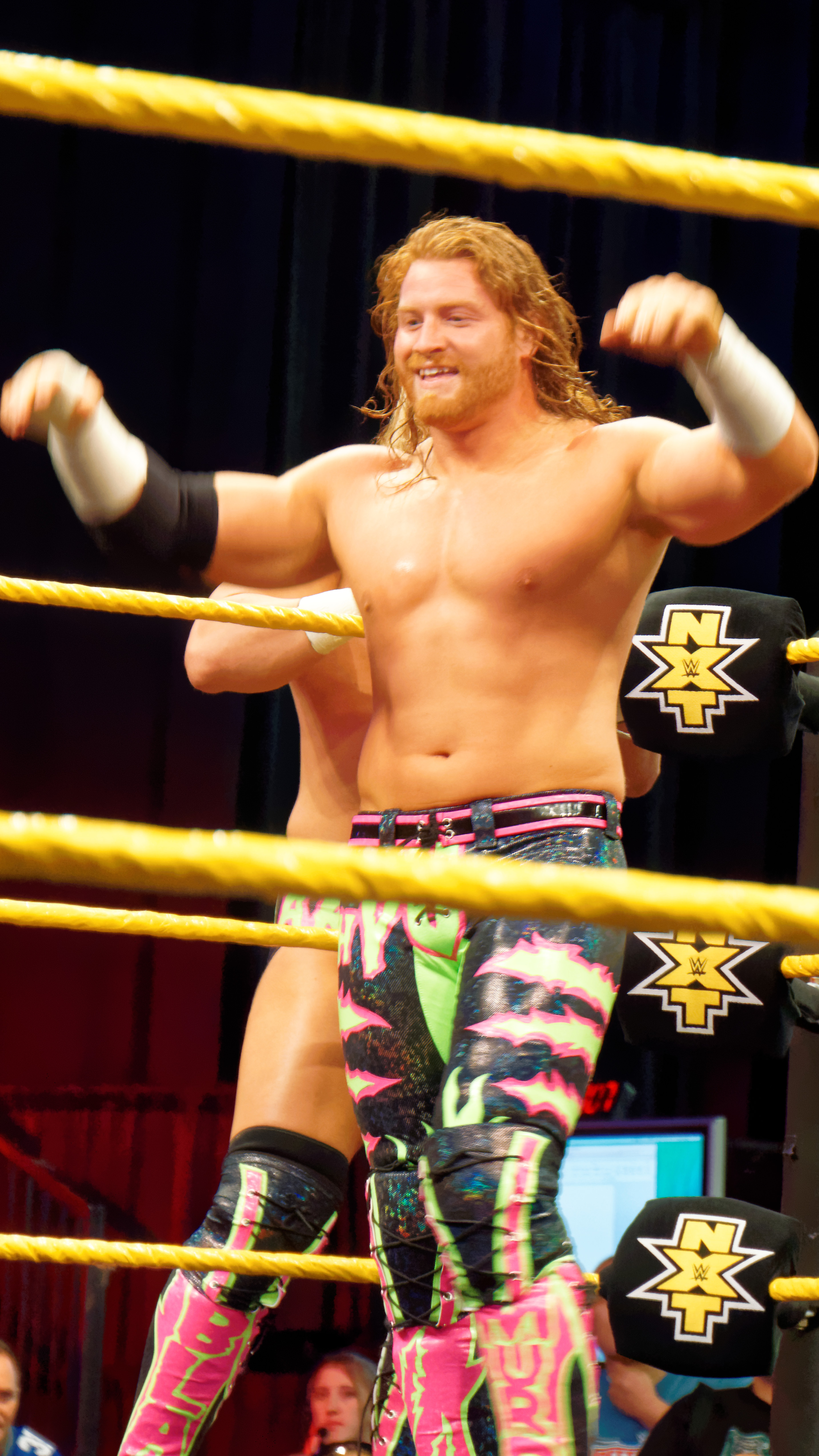
Buddy Murphy

| Tên trên võ đài  | Tên thật          |
| ---------------- | ----------------- |
| Akira Tozawa     | Akira Tozawa      |
| Ariya Daivari    | Ariya Daivari     |
| Brian Kendrick   | Brian Kendrick    |
| Cedric Alexander | Cederick Johnson  |
| Drew Gulak       | Drew Gulak        |
| Gran Metalik     | Unknown           |
| Hideo Itami      | Kenta Kobayashi   |
| Jack Gallagher   | Oliver Claffey    |
| Kalisto          | Emanuel Rodriguez |
| Lince Dorado     | José Cordero      |
| Mark Andrews     | Mark Andrews      |
| Mustafa Ali      | Mustafa Ali       |
| Neville          | Benjamin Satterly |
| Noam Dar         | Noam Dar          |
| TJP              | Teddy Perkins     |
| Tony Nese        | Anthony Nese      |

#### Nhân viên khác

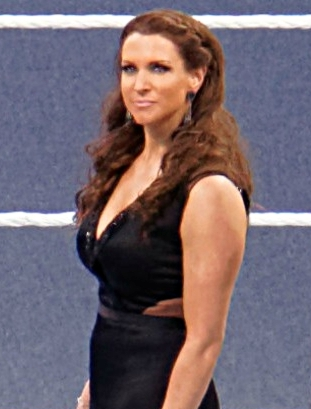
Stephanie McMahon

| Tên trên võ đài   | Tên thật              |
| ----------------- | --------------------- |
| Drake Maverick    | James Curtin          |
| Kurt Angle        | Kurt Steven Angle     |
| Maria Kanellis    | Maria Kanellis        |
| Paul Heyman       | Paul Heyman           |
| Stephanie McMahon | Stephanie Levesque    |
| Sunil Singh       | Gurvinder Sihra       |
| Triple H          | Paul Michael Levesque |

### SmackDown

#### Đô vật nam
| Tên trên võ đài    | Tên thật                 |
| ------------------ | ------------------------ |
| Aiden English      | Matthew Rehwoldt         |
| Alexander Wolfe    | Axel Tischer             |
| Andrade Cien Almas | Manuel Andrade Oropeza   |
| Big E              | Ettore Ewen              |
| Cesaro             | Claudio Castagnoli       |
| Chris Jericho      | Christopher Keith Irvine |
| Daniel Bryan       | Bryan Danielson          |
| Epico Colon        | Orlando Tito Colon       |
| Eric Young         | Jeremy Fritz             |
| Erick Rowan        | Joseph Ruud              |
| Jeff Hardy         | Jeffrey Hardy            |
| Jey Uso            | Joshua Fatu              |
| Jimmy Uso          | Jonathan Fatu            |
| Karl Anderson      | Chad Allegra             |
| Killian Dain       | Damian Mackle            |
| Kofi Kingston      | Kofi Sarkodie-Mensah     |
| Luke Gallows       | Andrew Hankinson         |
| Luke Harper        | Jon Huber                |
| Primo Colon        | Edwin Colón              |
| R-Truth            | Ronnie Killings          |
| Rusev              | Miroslav Barnyashev      |
| Samir Singh        | Harvinder Sihra          |
| Samoa Joe          | Nuufolau Seanoa          |
| Sheamus            | Stephen Farrelly         |
| Shinsuke Nakamura  | Shinsuke Nakamura        |
| Sin Cara           | Jorge Arias              |
| Tye Dillinger      | Ronald William Arneill   |
| Xavier Woods       | Austin Watson            |

#### Đô vật nữ
| Tên trên võ đài | Tên thật                       |
| --------------- | ------------------------------ |
| Becky Lynch     | Rebecca Quin                   |
| Billie Kay      | Jessica McKay                  |
| Carmella        | Leah Van Dale                  |
| Charlotte Flair | Ashley Fliehr                  |
| Lana            | Catherine Perry                |
| Mandy Rose      | Amanda Saccomanno              |
| Naomi           | Trinity Fatu                   |
| Nikki Bella     | Stephanie Nicole Garcia-Colace |
| Peyton Royce    | Cassie McIntosh                |
| Sonya Deville   | Daria Berenato                 |
| Tamina          | Sarona Snuka-Polamalu          |

#### Các nhân viên khác

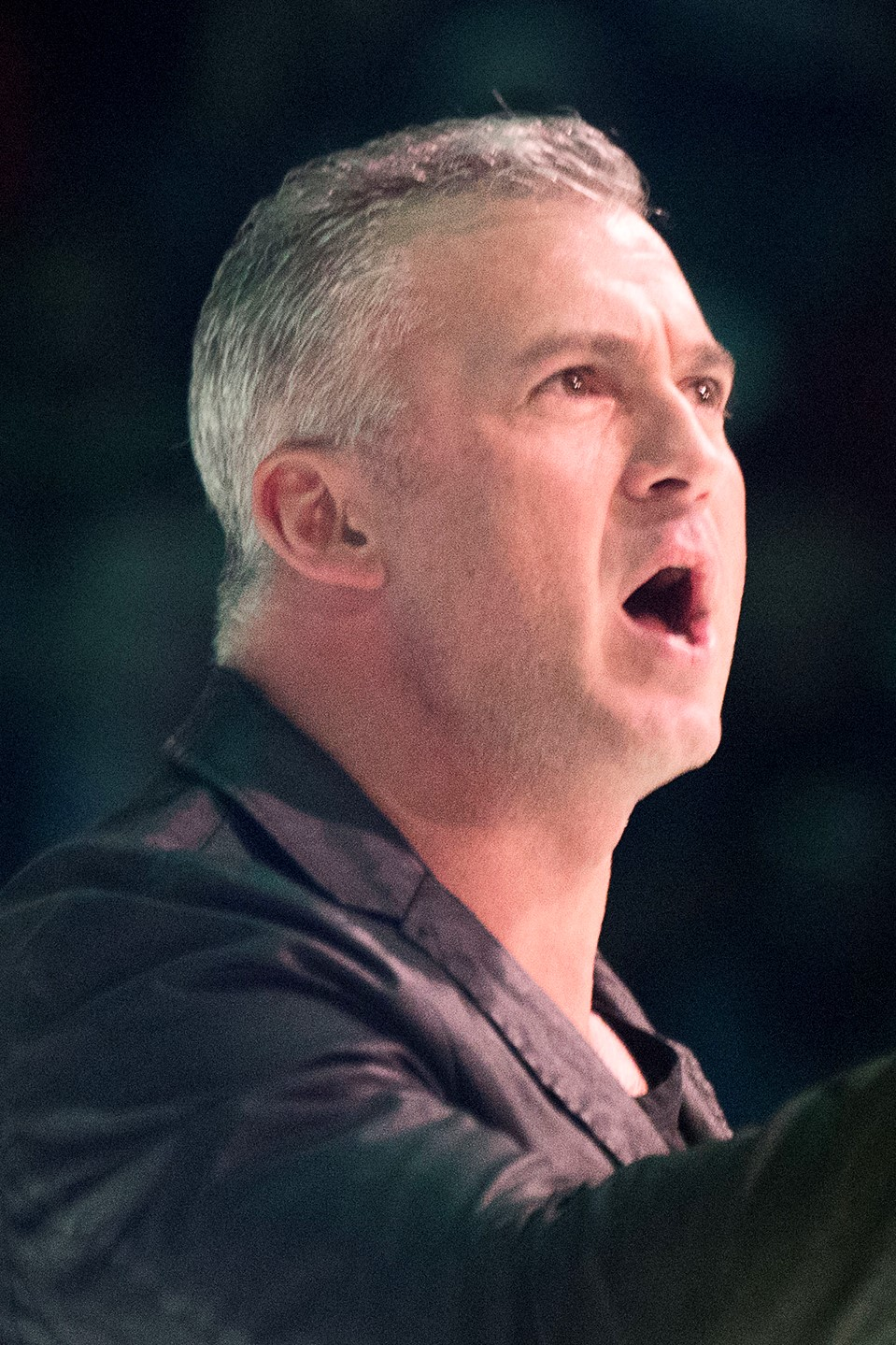
Shane McMahon

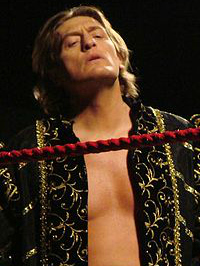
William Regal

| Tên trên võ đài | Tên thật          |
| --------------- | ----------------- |
| Maryse          | Maryse Mizanin    |
| Paige           | Saraya-Jade Bevis |
| Shane McMahon   | Shane McMahon     |
| Zelina Vega     | Thea Trinidad     |

### Free agent

#### Đô vật nam
| Tên trên võ đài | Tên thật      |
| --------------- | ------------- |
| John Cena       | John Cena Jr. |

## Nhóm truyền thông

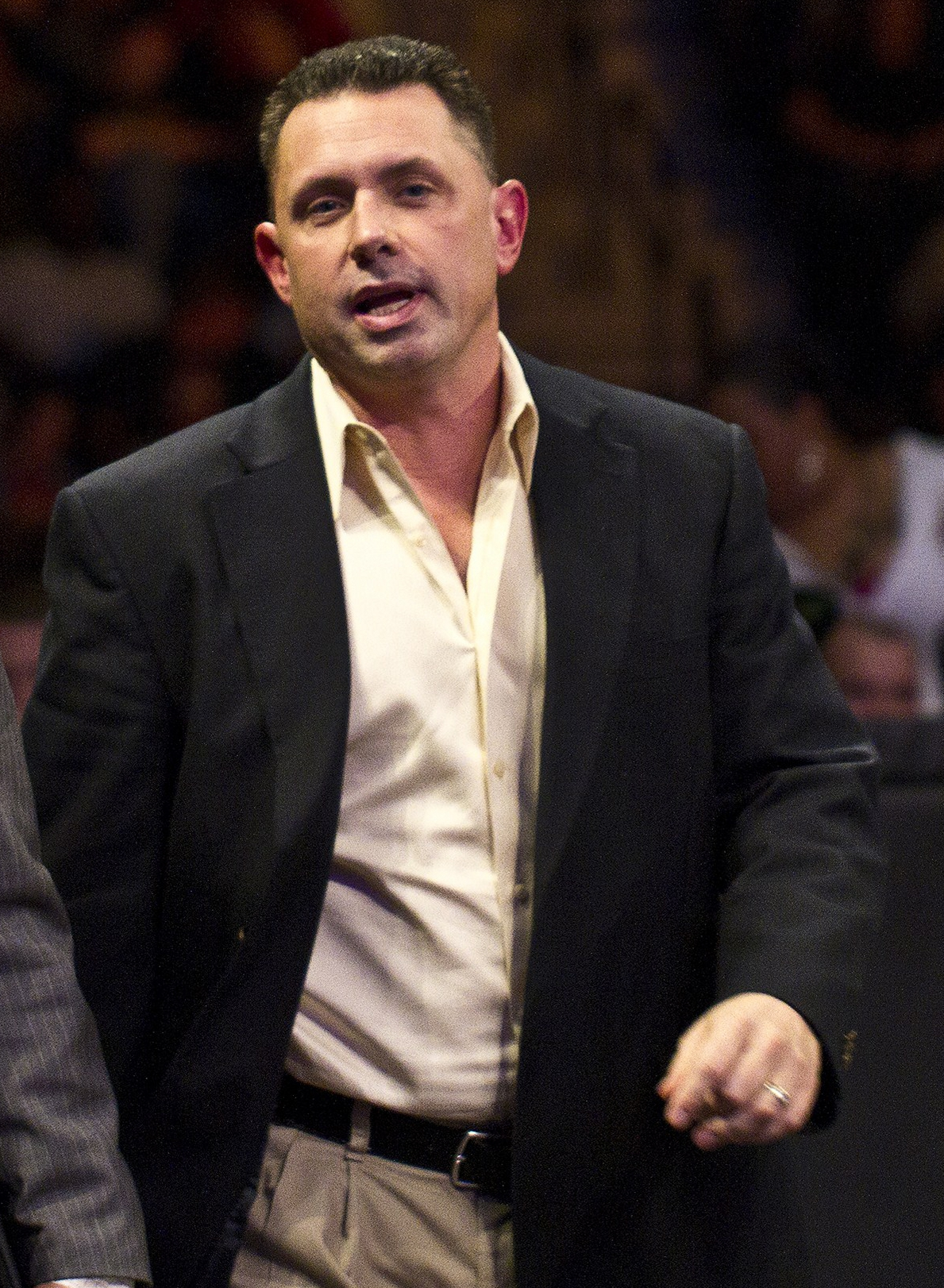
Michael Cole

| Tên trên võ đài          | Tên thật                 |
| ------------------------ | ------------------------ |
| Andrea D'Marco           | Andrea Ocampo            |
| Booker T                 | Booker Huffman Jr.       |
| Byron Saxton             | Bryan Kelly              |
| Carlos Cabrera           | Carlos Cabrera           |
| Cathy Kelley             | Catherine Kelley         |
| Charly Caruso            | Charly Arnolt            |
| Corey Graves             | Matthew Polinsky         |
| Dasha Fuentes            | Dasha Kuret              |
| David Otunga             | David Otunga Sr.         |
| Funaki                   | Shoichi Funaki           |
| Gene Okerlund            | Eugene Okerlund          |
| Greg Hamilton            | Gregory Hamilton         |
| Jerry Lawler             | Jerry Lawler             |
| Jerry Soto               | Jerry Soto               |
| John "Bradshaw" Layfield | John Layfield            |
| JoJo                     | Joseann Offerman         |
| Lilian Garcia            | Lilián Garcia            |
| Lita                     | Amy Dumas                |
| Marcelo Rodriguez        | Marcelo Rodríguez Laprea |
| Mauro Ranallo            | Mauro Ranallo            |
| Michael Cole             | Michael Coulthard        |
| Mike Rome                | Austin Romero            |
| Renee Young              | Renee Paquette           |
| Rob Schamberger          | Rob Schamberger          |
| Scott Stanford           | Scott Stanford           |
| Tom Phillips             | Thomas Hannifan          |
| Tony Chimel              | Anthony Chimel           |

## WWE Network
| Tên trên võ đài         | Tên thật         |
| ----------------------- | ---------------- |
| Christian               | William Reso     |
| Edge                    | Adam Copeland    |
| Jeff Tremaine           | Jeffrey Tremaine |
| Noelle Foley            | Noelle Foley     |
| Seth Green              | Seth Green       |
| Stone Cold Steve Austin | Steve Austin     |
| William Shatner         | William Shatner  |

## Trọng tài

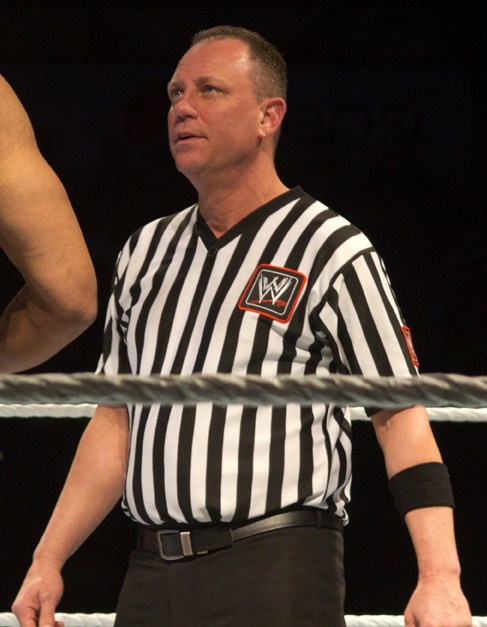
Mike Chioda

| Tên trên võ đài  | Tên thật         |
| ---------------- | ---------------- |
| Chad Patton      | Chad Patton      |
| Charles Robinson | Charles Robinson |
| Dan Engler       | Daniel Engler    |
| Danilo Anfibio   | Danilo Anfibio   |
| Darrick Moore    | Darrick Moore    |
| Drake Wuertz     | Drake Wuertz     |
| Eddie Orengo     | Eddie Orengo     |
| Jason Ayers      | Jason Ayers      |
| John Cone        | John Cone        |
| Mike Chioda      | Michael Chioda   |
| Rod Zapata       | Robert Vista     |
| Ryan Tran        | Ryan Tran        |
| Scott Armstrong  | Joseph James     |
| Shawn Bennett    | Matthew Bennett  |

## NXT

### Chính

#### Đô vật nam
| Tên trên võ đài   | Tên thật             |
| ----------------- | -------------------- |
| Andrade Almas     | Manuel Andrade       |
| Angelo Dawkins    | Gary Gordon          |
| Austin Aries      | Daniel Solwold Jr.   |
| Bobby Roode       | Robert Roode         |
| Buddy Murphy      | Matthew Adams        |
| Dash Wilder       | Daniel Wheeler       |
| Elias Samson      | Logan Shulo          |
| Eric Young        | Jeremy Fritz         |
| Gzim Selmani      | Gzim Selmani         |
| Hideo Itami       | Kenta Kobayashi      |
| Johnny Gargano    | John Gargano         |
| Kasius Ohno       | Christopher Paradin  |
| Killian Dain      | Damian Mackle        |
| Nick Miller       | Michael Nicholls     |
| No Way Jose       | Levis Valenzuela Jr. |
| Mark Andrews      | Mark Andrews         |
| Oney Lorcan       | Christopher Girard   |
| Sawyer Fulton     | Jacob Southwick      |
| Scott Dawson      | David Harwood        |
| Shane Thorne      | Shane Veryzer        |
| Shinsuke Nakamura | Shinsuke Nakamura    |
| Sunny Dhinsa      | Sunny Dhinsa         |
| Roderick Strong   | Christopher Lindsey  |
| Tommaso Ciampa    | Tommaso Whitney      |
| Tye Dillinger     | Ronnie Arneill       |
| Pete Dunne        | Pete England         |
| Trent Seven       | Benjamin Webb        |
| Tyler Bate        | Tyler Bate           |
| Wesley Blake      | Cory Weston          |

#### Đô vật nữ
| Tên trên võ đài | Tên thật          |
| --------------- | ----------------- |
| Aliyah          | Nhooph Al-Areebi  |
| Billie Kay      | Jessica McKay     |
| Daira Berenato  | Daria Berenato    |
| Ember Moon      | Adrienne Reese    |
| Liv Morgan      | Gionna Daddio     |
| Nikki Cross     | Nicola Glencross  |
| Mandy Rose      | Amanda Saccomanno |
| Peyton Royce    | Cassie McIntosh   |

#### Các nhân viên khác
| Tên trên võ đài | Tên thật        |
| --------------- | --------------- |
| Paul Ellering   | Paul Ellering   |
| William Regal   | Darren Matthews |

### House show

#### Đô vật nam
| Tên trên võ đài  | Tên thật            |
| ---------------- | ------------------- |
| Alexander Wolfe  | Axel Tischer        |
| Bronson Matthews | Joshua Bredl        |
| Cezar Bononi     | Cezar Bononi        |
| Chris Atkins     | Christopher Atkins  |
| Dallas Harper    | Dallas Harper       |
| Dan Matha        | Daniel Matha        |
| Dylan Miley      | Dylan Miley         |
| Gabriel Ealy     | Gabriel Ealy        |
| Hugo Knox        | Stuart Tomlinson    |
| Jeet Rama        | Satender Ved Pal    |
| Josh Woods       | Joshua Woods        |
| Kenneth Crawford | Kenneth Crawford    |
| King Konstantine | Radomir Petković    |
| Kishan Raftar    | Lovepreet Sangha    |
| Mada             | Mada Abdelhamid     |
| Nikola Bogojevic | Nikola Bogojevic    |
| Noah Potjes      | Noah Pang-Potjes    |
| Patrick Clark    | Patrick Clark       |
| Rich Swann       | Richard Swann       |
| Riddick Moss     | Michael Rallis      |
| Steve Cutler     | Tommy Maclin        |
| Thomas Kingdon   | Thomas Kingdon      |
| Tino Sabbatelli  | Sabatino Piscitelli |
| Tucker Knight    | Levi Cooper         |
| Uriel Ealy       | Uriel Ealy          |
| ZZ Loupe         | Zamariah Loupe      |

#### Đô vật nữ
| Tên trên võ đài | Tên thật         |
| --------------- | ---------------- |
| Binky Blair     | Bianca Blair     |
| Danielle Kamela | Danielle Kamela  |
| Daria           | Daria Berenato   |
| Ember Moon      | Adrienne Reese   |
| Nikki Glencross | Nicola Glencross |
| Sara Lee        | Sara Lee         |

### Sau cánh gà

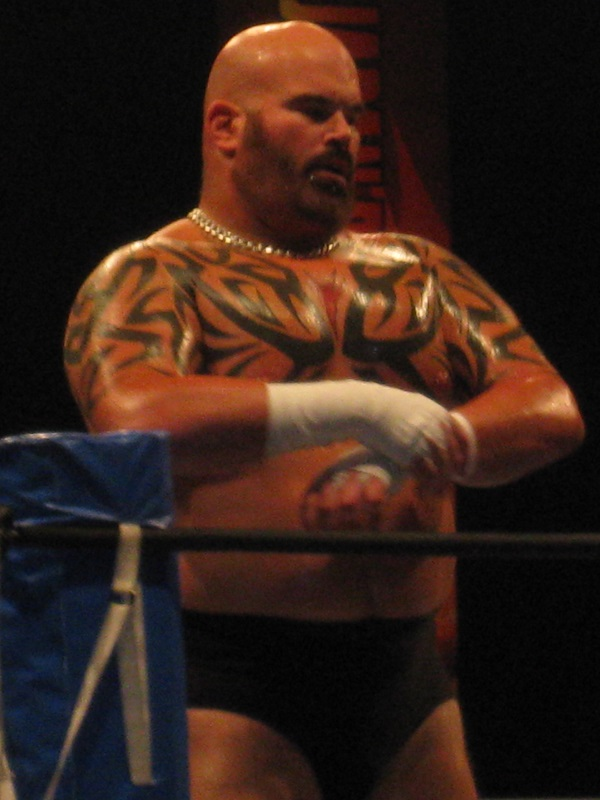
Jason Albert

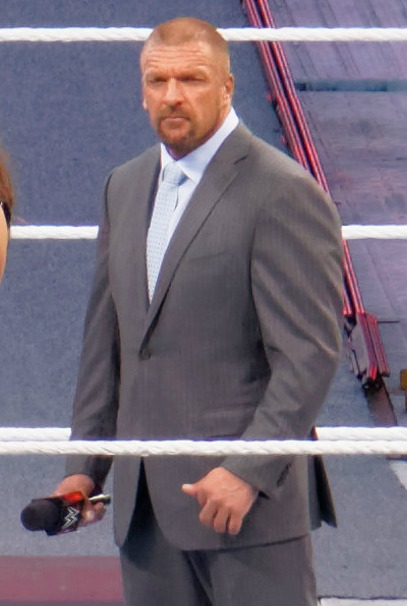
Triple H

| Tên trên võ đài    | Tên thật        |
| ------------------ | --------------- |
| Adam Pearce        | Adam Pearce     |
| Brian Duncan       | Brian Duncan    |
| The Brian Kendrick | Brian Kendrick  |
| Canyon Ceman       | Canyon Ceman    |
| David Bailey       | David Bailey    |
| Gerald Brisco      | Floyd Brisco    |
| Jason Albert       | Matthew Bloom   |
| Mickey Keegan      | Max Pelham      |
| Norman Smiley      | Norman Smiley   |
| Robbie Brookside   | Robert Brooks   |
| Ryan Katz          | Ryan Katz       |
| Sarah Stock        | Sarah Stock     |
| Sean Hayes         | Sean Hayes      |
| Seth Petruzelli    | Seth Petruzelli |
| Steve Keirn        | Stephen Keirn   |
| Tara Halaby        | Tara Halaby     |
| Terry Taylor       | Paul Taylor lll |
| Triple H           | Paul Levesque   |